# Dobro

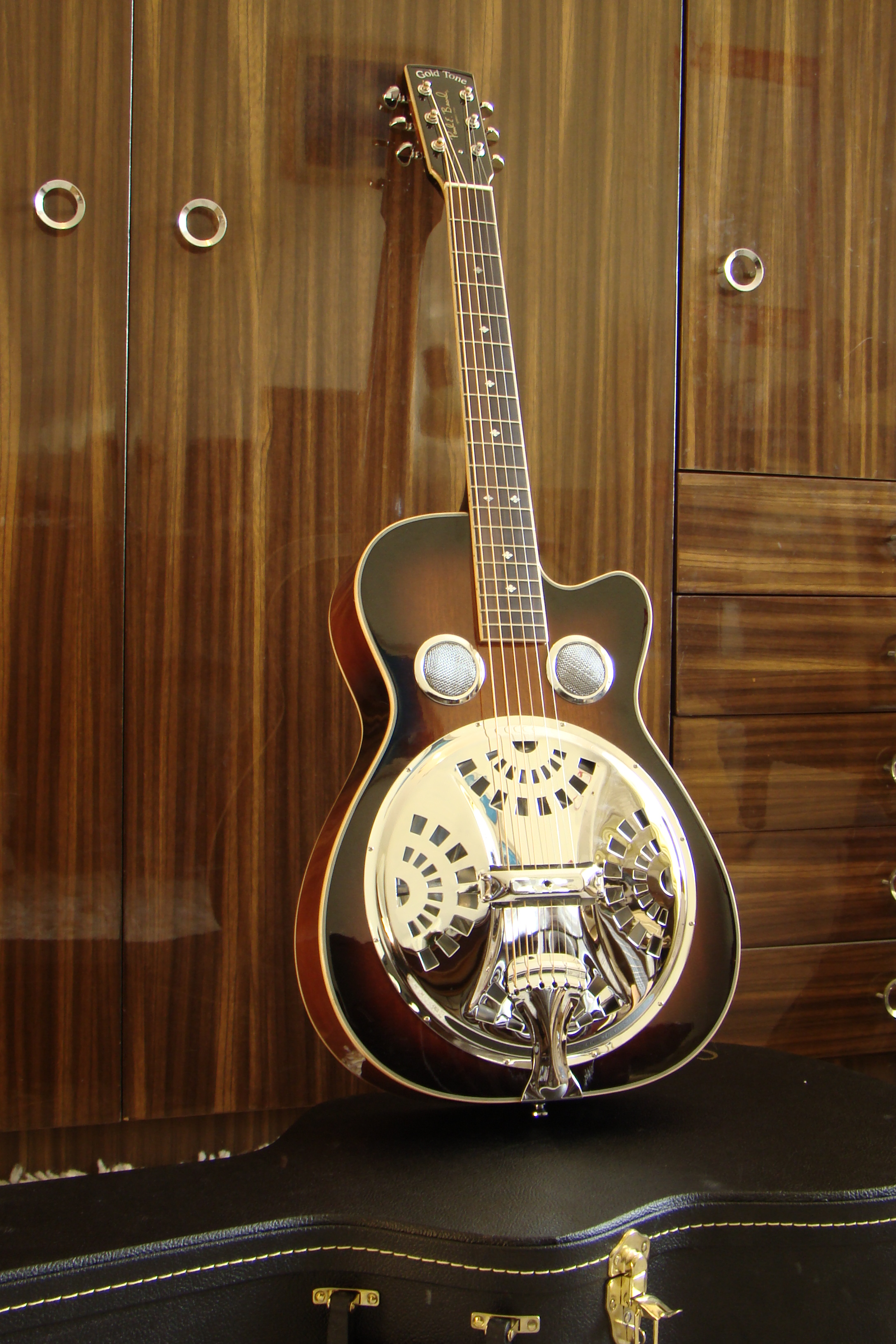
Dobro

Dobro is een gitaarmerk, thans eigendom van de Gibson Guitar Corporation, dat zich toelegt op de bouw van resonatorgitaren. Dobro is een afkorting van Dopyera brothers, de Slowaaks-Amerikaanse grondleggers van het bedrijf, en betekent tevens "goed" in het Slowaaks.
De Dobro Manufacturing Company werd opgericht in 1928 en werd in 1994 overgenomen door Gibson, onder voorwaarde dat de naam Dobro louter verbonden zou blijven aan resonatorgitaren.